# Marvel Legends
Marvel Legends é uma linha de figuras de ação baseada nos quadrinhos da Marvel, e inicialmente produzida pela Toy Biz, agora pela Hasbro. A linha conta com figuras de 6 polegadas, e é notável ampla quantidade de pontos de articulação, além da inclusão de uma revista (ou, em alguns casos, um livro-poster) atrás de cada boneco.
As figuras de série 8 à 11 ainda contam com um card para jogar "Marvel VS".

## História
Os Marvel Legends formam uma linha de rotação contrária à da linha "Spider-Man Classics", também produzida pela Toy Biz. A Marvel anunciou recentemente, que no início de janeiro de 2007, a Hasbro será licenciada dos direitos necessário para produzir os brinquedos e jogos baseados no Universo Marvel.

## Build-A-Figure / Construa-Uma-Figura
Em 2005, a Toy Biz introduziu no mercado a chamada "Build-A-Figure", (Construa-Uma-Figura), que é referência aos americanos apenas como "BAF".
A "Build-A-Figure" nada mais é, do que uma figura individual para cada série, figura esta que é separada em partes. Cada parte (braço, tronco, perna…) inclusa em cada figura da série.
São exemplos dessas figuras individuais: A Sentinela, Galactus, Apocalypse, Massacre (Onslaught), Gigante, e os atuais Mojo, M.O.D.O.K., Aniquilador e Blob.

## Séries da Toy Biz

### Um
- Capitão América (com Captain America vol. 1 #109)
- Hulk (Bendable fingers) (com Incredible Hulk vol. 1 #314)
- Hulk (Articulated fingers)
- Homem de Ferro (com Iron Man vol. 1 #149)
- Homem de Ferro (Armadura dourada, "hornamento na face", Chase)
- Homem de Ferro (Armadura comum, Chase )
- Groxo (com Uncanny X-Men #4)

### Dois
- Dr. Destino (com Fantastic Four vol. 1 #247)
- Dr. Destino (Doombot, Chase)
- Hulk (Camisa Branca)
- Tocha Humana (com Fantastic Four vol. 1 #233)
- Tocha Humana (com o símbolo 4 no peito)
- Namor (com Submarino de Savage #67)
- Coisa (com Fantastic Four vol. 1 #263)
- Coisa (de casaco)

### Três
- Demolidor (Janela vermelha na parede) (com Daredevil vol. 1 #164)
- Demolidor (Janela azul na parede)
- Motoqueiro Fantasma (com Ghost Rider vol. 2 #2)
- Magneto (com X-Men #2)
- Thor (com Thor vol. 2 #39)
- Wolverine (com Uncanny X-Men #133)
- Wolverine (com pôster dourado)
- Wolverine (Sem máscara, Chase)
- Wolverine (Sem máscara, Chase, com pôster dourado)

### Quatro
- Fera (com X-Men #3)
- Fera (Pôster Dourado)
- Elektra (com Daredevil vol. 1 #176)
- Elektra (com pôster vermelho)
- Elektra (com pôster "urban legends")
- Gambit (com X-Men #4)
- Justiceiro (Correia branca) (com Punisher War Zone #1)
- Justiceiro (Correia preta)
- Golias (com Homem-Formiga e Vespa)

### Cinco
- Blade (Filme) (com The Tomb of Dracula #45 ou livro-pôster)
- Colossus (com Uncanny X-Men #129)
- Sr. Fantástico (com Fantastic Four vol. 1 #489)
- Nick Fury (com Nick Fury, Agent of S.H.I.E.L.D. #1)
- Caveira Vermelha (Chase) (com Captain America vol. 3 #16)
- Dentes de Sabre (comX-Men #5)
- Surfista Prateado (acompanha Howard, o Pato) (com Silver Surfer vol. 1 #11)

### Seis
- Cable (com Cable #73)
- Cable (Roupa marrom, Chase)
- Deadpool (com Doop) (com Deadpool #3)
- Fanático (com Uncanny X-Men #13)
- Fênix (Roupa verde) (com Uncanny X-Men #101)
- Fênix Negra (Roupa Vermelha - variável)
- Justiceiro (Filme)
- Wolverine (Roupa marrom) (com Uncanny X-Men #213)
- Wolverine Sem Máscara

### Sete
- Apocalipse (com X-Factor #25)
- Motoqueiro Fantasma (Clássico)
- Motoqueiro Fantasma (Clássic, com rupa azul-clara)
- Gavião Arqueiro (com Avengers vol. 1 #223)
- Homem de Ferro (Cinturão prateado)
- Wolverine (Arma X, com livro-pôster)
- Wolverine (Arma X, com revista "urban legnds")
- Visão (com Avengers vol. 1 #135)
- Visão (Phasing, Chase)

### Oito
- Viúva Negra (Natalia Romanova) (com Daredevil vol. 1 #81)
- Viúva Negra (Yelena Belova)
- Ultimate Capitão América (com livro-pôster)
- Capitão América (Asas na cabeça, Chase)
- Doutor Octopus (com Marvel Age Spider-Man #2)
- Homem-de-Gelo (com Uncanny X-Men #18)
- Homem-Coisa (com Ultimate Marvel Team-Up #7)
- Homem de Ferro (Armadura Moderna) (com livro-pôster)
- Tempestade (com Uncanny X-Men #96)
- Tempestade (Cabelo moicano, Chase)

### Nove (SérieGalactus)
- Mercenário (com a perna esquerda de Galactus e Daredevil vol. 1 #132)
- Mercenário (Roupa cinza, Chase)
- Hulk (Primeira aparição) (com o braço esquerdo de Galactus e Incredible Hulk vol. 1, #1)
- Hulk (Primeira aparição, verde, Chase)
- Deathlok (com torso superior de Galactus e Deathlok vol. 1 #3)
- Doutor Estranho (com o braço direito de Galactus e 4 seleções vindas de Strange Tales)
- Noturno (com torso inferior de Galactus e livro-pôster)
- Professor X (com a cabeça de Galactus e Uncanny X-Men #117)
- Máquina de Combate (com Galactus' right leg e Iron Man vol. 1 #281)
- Galactus (o Build-a-Figure)

### Dez (Série Sentinela)
- Anjo (com a perna esquersa da Sentinela Uncanny X-Men #5)
- Anjo(Roupa azul-clara, Chase)
- Pantera Negra (com o braço direito da Sentinela e Avengers vol. 1 #87)
- Pantera Negra (cinto alternativo)
- Ciclope (com o braço esquerdo da Sentinela e Uncanny X-Men #201)
- Ciclope (Roupa do Fator-X, Chase)
- Sr. Sinistro (Pescoço branco) (com a perna direita da Sentinela e Uncanny X-Men #243)
- Sr. Sinistro (Pescoço azul)
- Mística (com o torso da Sentinela e um livro-pôster)
- Ômega Vermelho (também com o torso da Sentinela, e X-Men #7)
- Homem-Aranha (Primeira Aparição) (com a cabeça/torso superior da Sentinela e Amazing Fantasy vol. 1 #15)
- Sentinela (o Build-a-Figure)

### Onze (Motoqueiros Lendários)
- Homem de Ferro com armadura Caça-Hulk (com Iron Man vol. 1 #305)
- Feiticeira Escarlate (com Avengers vol. 1 #187)
- Treinador (com Avengers vol. 1 #196)
- Coisa (Primeira Aparição) (com Fantastic Four vol. 1 #1)
- Ultron (com Avengers vol. 3 #22)
- Vingança (com Ghost Rider vol. 2 #39)
- Wolverine (Civil - camiseta preta/calça verde) (com Uncanny X-Men #141)
- Wolverine (Civil, jovem/camiseta branca/calça azul, Chase)
- Magnum com jaqueta amarela (com Avengers vol. 3 #51)
- Magnum (Versão Iônica - roxo translúcido, Chase)

### Doze (Série Apocalypse)
- Bishop (com torso inferior de Apocalypse e Bishop #2)
- Bishop (careca, Chase)
- Punho de Ferro (Roupa verde original) (com perna direita de Apocalypse e Iron Fist #8)
- Punho de Ferro (Roupa vermelha, Chase)
- Hulk ("Maestro") (com braço esquerdo de Apocalypse e Captain Marvel vol. 3 #30)
- X-23 (Roupa preta) (com a cabeça/torso superior de Apocalypse e Uncanny X-Men #451)
- X-23 (Roupa rosa)
- Sasquatch (com braço direito de Apocalypse e Alpha Flight vol. 1 #10)
- Sasquatch (Versão todo-branco)
- Wolverine (Astonishing X-men) (com a perna esquerda de Apocalypse e Astonishing X-Men vol. 3 #6 comic)
- Wolverine (Astonishing X-men, Sem Máscara, Chase)
- Apocalipse (o Build-a-Figure)
- Apocalipse (o Build-a-Figure) (Roupa preta)

### Treze (Série Onslaught)
- Abominável (com Incredible Hulk vol. 2 #25 e braço esquerdo de Onslaught)
- Abominável (melted face, chase)
- Coração Negro (incluso Wolverine/Motoqueiro Fantasma/Punisher: Hearts of Darkness e a perna esquerda de Onslaught)
- Duende Verde (com Amazing Spider-Man #122 e perna direita de Onslaught)
- Duende Verde (sem máscara, Chase)
- Lady Letal (incluso Wolverine #77 e torso superior de Onslaught)
- Loki (incluso Journey Into Mystery #116 e braço direito de Onslaught)
- Loki (cabeça alternativa, Chase)
- Massacre (o Build-a-Figure)
- Pyro (incluso Daredevil vol. 1 #355 e torso inferior de Onslaught)

### Wal-Mart Exclusive (Giant-Man Wave)
- Thor (incluso mão direita do Gigante)
- Homem-Formiga (incluso braço direito do Giant-Man)
- Capitão Britânia (incluso perna direita do Gigante)
- Destrutor (incluso perna esquerda do Gigante)
- Sentry (incluso braço esquerdo do Gigante)
- Sentry barbado (incluso braço esquerdo do Gigante)
- Sentry - mudança de pintura (incluso braço esquerdo do Gigante)
- Sentry barbado - mudança de pintura (incluso braço esquerdo do Gigante)
- Dentes de Sabre (Era do Apocalipse) (incluso pé esquerdo do Gigante)
- Kitty Pride (Astonishing X-Men) (incluso peito e cabeça do Gigante)
- Warbird (inclusa a cintura do Gigante)
- Arma X (Era do Apocalipse) (incluso pé direito do Gigante)
- Arma X (chase) (Era do Apocalipse) (incluso a mão esquerda do Gigante)
- Gigante (o Build-a-Figure)

### Quatorze (Série Mojo)
- Barão Zemo
- Barão Zemo (sem máscara, Chase)
- Falcão
- Falcão (croupa clássica, Chase)
- Homem de Ferro (Primeira Aparição)
- Homem de Ferro (Primeira aparição, variação dourada, Chase)
- Longshot
- Mojo (o Build-a-Figure)
- Luke Cage
- Psylocke

### Quinze (Série M.O.D.O.K.)
- Bill Raio Beta
- Capitão Marvel (Mar-Vell)
- Capitão Marvel (Genis-Vell)
- Homem de Ferro (Thor-Buster Armor)
- Homem de Ferro (Destruidor) (Chase)
- M.O.D.O.K. (o Build-a-Figure)
- Cavaleiro da Lua
- Cavaleiro da Lua (Cinza) (Chase)
- Mulher-Aranha (Jessica Drew)
- Mulher-Aranha (Julia Carpenter)
- Vespa
- Vespa (Chase)

## Séries de Hasbro

### Um (Série Aniquilador)
- Aniquilador (o Build-a-figure)
- Banshee
- Emma Frost
- Hercules
- Fera "X-Men: O Confronto Final"
- Hulk "Planeta Hulk"
- Ultimate Homem de Ferro

### Dois (Série Blob)
- Blob (o Build-a-figure)
- Ultimate Wolverine
- Fênix (versão do filme X-Men 3: A Batalha Final)
- Fanático (versão do filme X-Men 3: A Batalha Final)
- Xorn
- Mercúrio
- Mulher-Hulk
- Thor
- Jaqueta Amarela

### Três (Série Ronan)
- Ronan, O Acusador (Build-A-Figure)
- Senhor Fantástico
- Tocha Humana
- Mulher Invisível
- Coisa
- Doutor Destino
- Namor
- Toupeira
- Surfista Prateado

### Quatro (SérieSandman/Homem-Areia)
- Sandman Homem-Areia (Build-A-Figure)
- Doutor Octopus (Spiderman 2)
- Duende Verde (Spiderman 1)
- Mary Jane(Spiderman Movie)
- Harry Osborn (Spiderman 3 - Novo Duende)
- Homem-Areia (Spiderman 3)
- Spiderman Spiderman Movie
- Spiderman Black (Spiderman 3)
- Venon (Spiderman 3)

### Cinco (SérieNinhada)
- Rainha da Ninhada (Build-A-Figure)
- Bucky (Era de Ouro)
- Capitão América (Era de Ouro)
- Garota Marvel (Rachel Grey)(variante com poder ativado)
- Cavaleiro Negro
- Soldado da Hidra (variante com boca aberta)
- Ciclope (versão Supreendentes X-men)
- Perigo (Supreendentes X-men)
- Colossus (versão do filme X-Men 3: A Batalha Final)

### Seis (SérieFin Fang Foom)
- Fin Fang Foom (Build-A-Figure)
- Homem-Absorvente
- Doutor Leonard Samson
- Hulk Cinza(variante Hulk Verde Selvagem)
- Hulk o Fim
- Rei Hulk
- Mulher-Hulk Selvagem
- Skaar, o Filho do Hulk
- Wendigo

### Sete (SérieHulk Vermelho)
- Hulk Vermelho (Build-A-Figure)
- Surfista Prateado (Planet Hulk)
- Spiderman (com uniforme negro)
- Espiral (variante com espadas douradas)
- Adam Warlock
- Union Jack
- Wolverine (com uniforme clássico e variante de uniforme negro)

### Oito (SérieAres)
- Ares, o Deus da Guerra (Build-A-Figure)
- Ossos Cruzados
- Guardião
- Tocha Humana incandescente (variante em supernova)
- Homem-de-Ferro versão Heróis Renascem
- Kang, o Conquistador
- Scarlet Spider
- Visão
- Máquina de Combate versão Ultimate

### Nove (Série Holocausto -Era do Apocalipse)
- Holocausto (Era do Apocalipse)(Build-A-Figure)
- Demolidor (Primeira aparição) (com variante vermelha)
- Nova (Richard Rider)
- Justiceiro (With camo/warpaint skull-face variant)
- Tigresa
- Raio Negro (variante azulada)
- Fera (versão Supreendentes X-men)

## O Retorno dos Marvel Legends (Hasbro)

### Um (SérieTerrax)
- Terrax (Build-A-Figure)
- Comandante Rogers (variante com escudo de energia)
- Constritor
- Motoqueiro Fantasma com chamas azuis (variante com chamas amarelas)
- Hope Summers
- Homem-de-Ferro Extremis (variante stealth)
- Garra Sônica
- Novo Thor

### Dois (SérieArnin Zola)
- Arnin Zola (Build-A-Figure)
- Bate-Estaca (variante Maça)
- Capitão América Era Heróica (Buck)
- Drax, o Destruidor
- Fantomex
- Madame Máscara (variante Madame Hidra)
- Big-Time Spiderman (variante Spiderman Fundação Futuro)

## Sets

### Urban Legends
- Demolidor
- Elektra
- Justiceiro
- Homem-Aranha

### X-MenLegends
- Fera (com óculos e jaleco)
- Gambit (com bastão e cartas)
- Magneto (com capacete)
- Vampira (com jaqueta)
- Wolverine

### Fantastic Four
- Dr. Destino
- Franklin Richards
- H.E.R.B.I.E.
- Tocha Humana
- Mulher Invisível
- Sr. Fantástico
- Coisa

### Fantastic Four (variant set)
- Dr. Destino
- Franklin Richards
- H.E.R.B.I.E.
- Tocha Humana (Versão translúcida)
- Mulher Invisível(Versão translúcida)
- Sr. Fantástico
- Coisa

### Spider-Man & The Sinister Six
- Gata Negra
- Dr. Octopus
- Electro
- Duende Verde
- Kraven
- Homem-Aranha
- Venom

### Spider-Man: Fearsome Foes
- Carnificina
- Lagarto
- Rino
- Homem-Aranha
- Abutre

### Young Avengers
- Asgardiano
- Hulkling
- Rapaz de Ferro
- Patriota

### Marvel Monsters
- Dracula
- Frankenstein's Monster
- Werewolf by Night
- Zombie

### Dinastia M
- Hulk (Versão Dinastia M)
- Homem de Ferro (versão Dinastia M)
- A Coisa (Coisa, versão Quarteto Fantástico: Dinastia M)
- Tocha Inumana (Kristoff Vernard, versão Quarteto Fantástico: Dinastia M)